# Българско училище „Св. св. Кирил и Методий“ (Аделейд)
Българското училище „Св. св. Кирил и Методий“ е училище на българската общност в град Аделейд, щата Южна Австралия, Австралия. Създадено е през 1949 г. През учебната 2019/2020 г. в него се обучават 24 деца, от 1-ви, 2-ри, 3-ти, 5-и, 6-и и 9-и клас. Училището е член на Асоциацията на етническите училища в Южна Австралия. Занятията се провеждат в сградата на българския културен дом в Аделейд.

## История
Създадено е през 1949 г. През 2011 г. е регистрирано в Министерството на образованието и науката на България и получава субсидия от него.